# Celerena
Celerena là một chi bướm đêm thuộc họ Geometridae.

## Các loài
- Celerena andamana Felder & Rogenhofer
- Celerena divisa (Walker, 1862)
- Celerena griseofusa Warren, 1896
- Celerena lerne (Boisduval, 1832)
- Celerena mutata Walker, [1865]
- Celerena pallidicolor Warren, 1894
- Celerena perithea (Cramer, [1777])
- Celerena recurvata (Walker, [1865])
- Celerena signata Warren, 1898
- Celerena stenospila Warren, 1894

## Hình ảnh

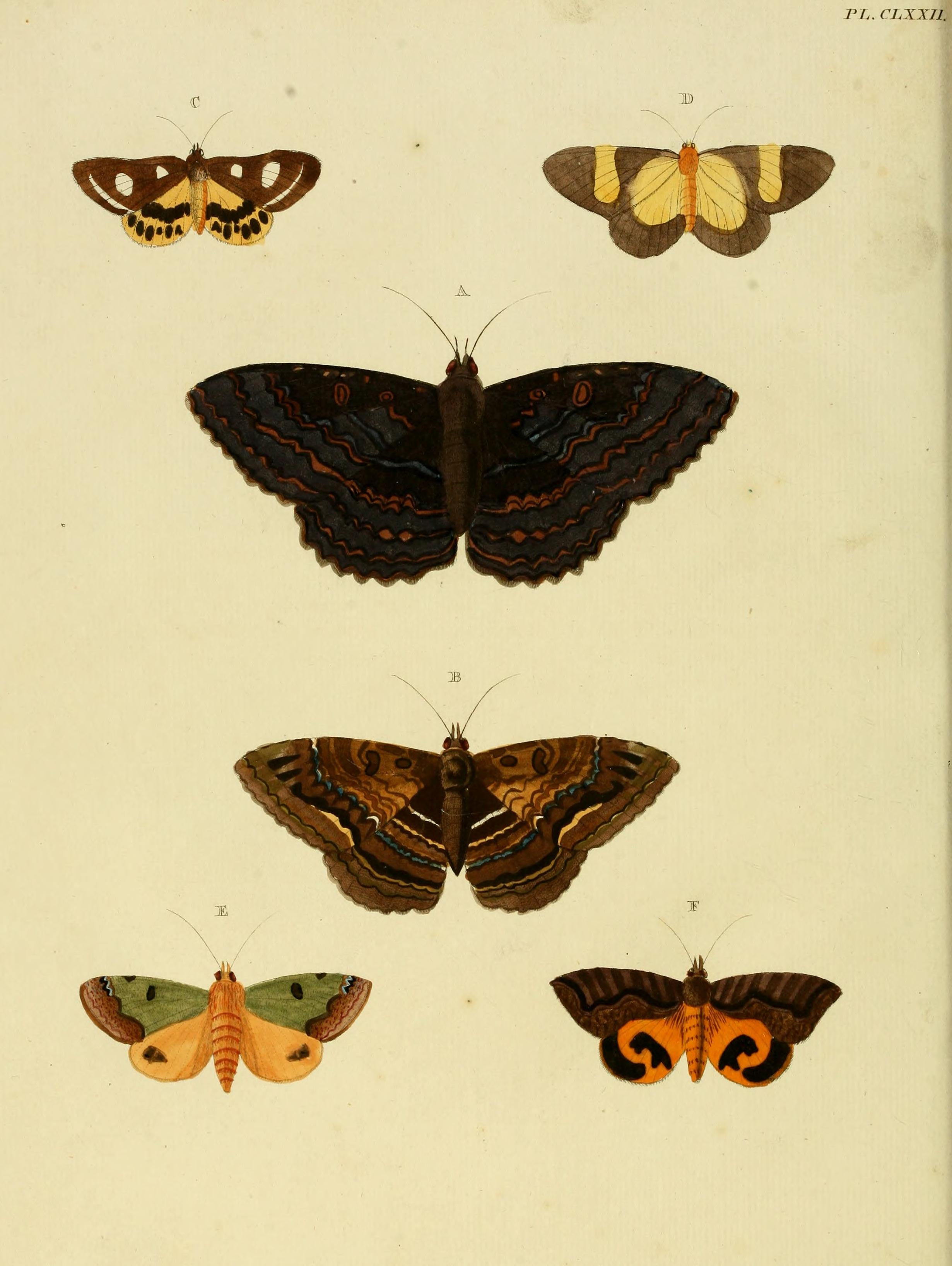